# Reticulina
Reticulina is een geslacht van uitgestorven kreeftachtigen uit de klasse van de Ostracoda (mosselkreeftjes).

## Soorten
- Reticulina guineensis Carbonnel, 1986 †
- Reticulina heluanensis (Bassiouni, 1969) Donze et al., 1982 †
- Reticulina ismaili (Bassiouni et al., 1984) Boukhary et al., 1993 †
- Reticulina lamellata Bassiouni & Luger, 1990 †
- Reticulina praescitula (Bassiouni, 1969) Honigstein & Rosenfeld, 1991 †
- Reticulina proteros (Bassiouni, 1969) Donze et al., 1982 †
- Reticulina saitoi (Khalifa & Cronin, 1980) Boukhary et al., 1993 †
- Reticulina sangalkamensis (Apostolescu, 1961) Donze et al., 1982 †
- Reticulina scitula (Bassiouni, 1969) Carbonnel, 1986 †